# پرندگان در اسطوره‌شناسی

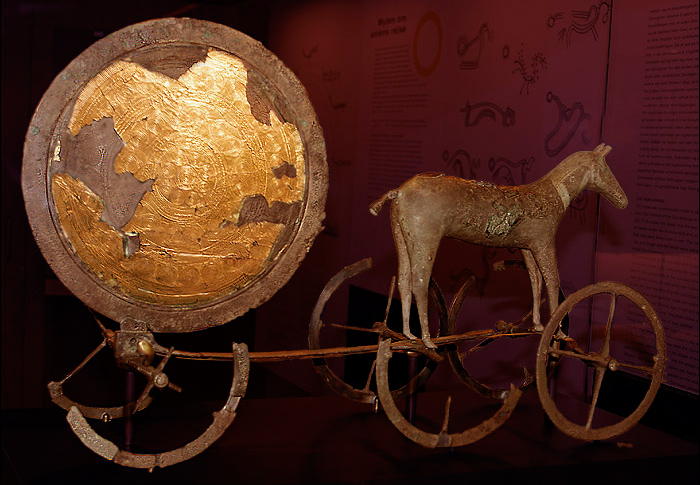
The Trundholm sun chariot

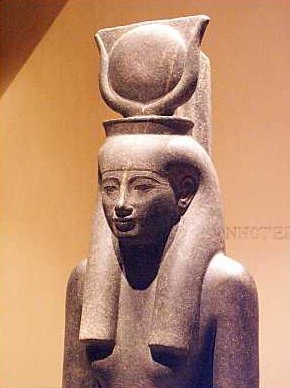
Statue of هاثور – Luxor Museum

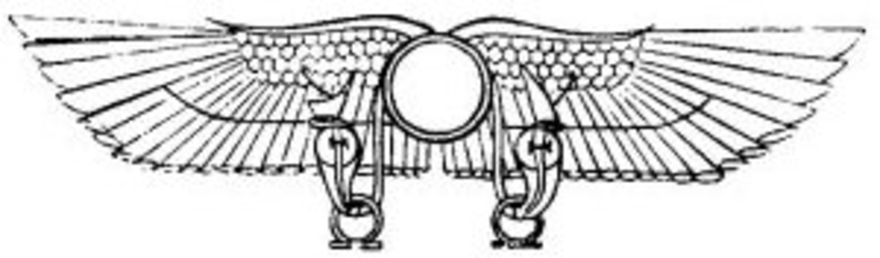
The خورشید بالدار was an ancient (3rd millennium BC) symbol of هاروئریس، later identified with Ra

پرندگان در اسطوره‌شناسی به بررسی پرندگانی می‌پردازد که از زمانهای کهن نماد مورد علاقه مردم بوده‌اند و وارد در اسطوره‌شناسی آن‌ها شده‌اند.
از زمانهای کهن مردم به بعضی حیوانان یا پرندگان نگاه تقدس آمیزی داشته‌اند و آن‌ها را بت یا توتم خود قرار می‌داده‌اند. بسیاری از بتهایی که در داخل کعبه نگهداری می‌شدند شکل حیوانات داشتند.
عقاب یکی از این پرندگان است که نزد بسیاری از اقوام نماد و توتم بوده است. پرنده افسانه‌ای سیمرغ -هما - و خروس نیز از پرندگان مقدس در نزد اقوام ایرانی بوده است. طاووس در میان مردم هند جایگاه تقدس آمیزی داشته و دارد.
در خاور نزدیک معمولاً کبوتر با هر نام دیگری که معرف او باشد، الهه باروری و حاصل خیزی است، و در یونان به ویژه نماد «آفرودیت» الهه عشق می‌باشد. عقاب، نماد تجلی خدای آفتاب است که به وضوح در قالب قرصهای بالدار خورشید در بین‌النهرین و بعدها در ایران به تصویر کشیده شده و غالباً در حال جنگیدن با مار یا اژدها ظاهر شده است. پرنده و به ویژه کبوتر، اغلب بر عشق دلالت می‌کند و نیز توصیف الهه حاصلخیزی و باروری است. در کیش‌های «دوموزی» و «آدونیس» این الهه در نقش مادری ظاهر می‌شود که در سرتاسر دوران اسارت فرزندش در زیر زمین، مرثیه سرائی می‌کند و به آنجا فرود می‌آید تا او را از مرگ برهاند. امکان دارد که مویه کبوتر، در تبدیل او به نماد ویژه الهه عشق در خاور نزدیک عهد باستان نیز نقش داشته باشد. در یونان کبوتر، تجلی الوهیت در معنای عاشقانه است، این را می‌توان از اتحاد و همیاری او با «آفرودیت» استنباط نمود.
عقاب، که به سلطان پرندگان معروف است، به‌طور لاینفک با پادشاهی و نیز با خدای خورشید (ایزد) پیوند دارد. در واقع، پادشاهی هرگز روابط نمادینش را با خورشید و عقاب قطع ننموده است. در خاور نزدیک برخی سکه‌ها، پادشاهان یونانی مآب را با تاجی شبیه آنچه پاپ بر سر دارد، به همراه یک جفت عقاب بر روی آن و چهره خورشید میان این دو، به تصویر کشیده‌اند. در کاربرد این نمادها، پادشاهان بیان می‌دارند که یا ذاتاً الهی اند یا به مقام الوهیت نائل شده‌اند. جنبه آسمانی امپراتور روم به واسطهٔ نماد پردازی خورشید شکست ناپذیر و عقاب، به نمایش در می‌آید.
- حیوانی با سر گاو نر - نوک عقاب و بدن شیر: گاو نر که نزد ایرانیان مظهر قدرت بوده و پنداشت مردم این بوده کره زمین بر روی دو شاخ یک گاونر که او را اله نگهدار و نگهبان زمین است و عقاب پادشاه آسمان گاهی از ترکیب عقاب و سر گاو و تن شیر یک حیوان افسانه‌ای را تصور می‌کردند که مظهر و نماد همه قدرتها است.